# Jean-Christophe Grangé
Jean-Christophe Grangé, född 15 juli 1961 i Paris, är en fransk journalist och författare.